# 黄根紫堇
黄根紫堇（学名：Corydalis flexuosa sp. pseudoheterocentra）为罂粟科紫堇属下的一个亚种。

## 扩展阅读
- 維基物種上的相關：黄根紫堇